# Wereldkampioenschap Alpineskiën 2007/Landen-wedstrijd
Tijdens de wereldkampioenschappen alpineskiën van 2007 in het Zweedse Åre werd op de slotdag (zondag 18 februari) de landen-wedstrijd geskied. Er stonden vier Super G's en vier slaloms op het programma. De onderdelen werden gelijk verdeeld over de mannen en vrouwen. Dus de mannen skieden twee Super G's en twee slaloms; de vrouwen ook.
Bij elk onderdeel werden er punten toegekend. Voor de snelste tijd werd er één punt gerekend, twee voor de tweede plaats enzovoort. Om wereldkampioen te worden moest een land dus zo min mogelijk punten vergaren.
| Titelverdediger | Duitsland |
| --------------- | --------- |

| p      | land             | skiërs                                                                         | SG1 | SG2 | SG3 | SG4 | SL1 | SL2 | SL3 | SL4 | totaal |
| ------ | ---------------- | ------------------------------------------------------------------------------ | --- | --- | --- | --- | --- | --- | --- | --- | ------ |
| Goud   | Oostenrijk       | R.Götschl, M.Kirchgasser, M.Matt, M.Schild, F.Strobl en B.Raich                | 1   | 1   | 1   | 2   | 4   | 4   | 1   | 4   | 18     |
| Zilver | Zweden           | J.Byggmark, P.Järbyn, M.Larsson, H.Olsson, A.Ottosson en A.Pärson              | 4   | 8   | 4   | 7   | 1   | 2   | 2   | 5   | 33     |
| Brons  | Zwitserland      | D.Albrecht, M.Berthod, S.Gini, R.Grand, N.Styger en F.Suter                    | 11  | 3   | 2   | 1   | 2   | 5   | 4   | 11  | 39     |
| 4      | Finland          | T.Kaukoniemi, S.Leinonen, K.Palander, J.Pellinen, T.Poutiainen en M.Sandell    | 6   | 11  | 5   | 11  | 5   | 6   | 3   | 2   | 49     |
| 5      | Frankrijk        | A-S.Barthet, P.Bourgeat, F.De Leymarie, A.Dénériaz, J-P.Grange en I.Jacquemod  | 2   | 6   | 6   | 9   | 9   | 11  | 7   | 1   | 51     |
| 6      | Canada           | F.Bourque, E.Brydon, B.Janyk, M.Janyk, J.Kucera en S.Rubens                    | 7   | 2   | 3   | 3   | 10  | 8   | 11  | 7   | 51     |
| 7      | Duitsland        | M.Bergmann-Schmuderer, P.Haltmayr, S.Keppler, F.Neureuther, M.Riesch en A.Vogl | 8   | 9   | 7   | 5   | 3   | 11  | 5   | 6   | 54     |
| 8      | Italië           | M.Blardone, C.Costazza, C.Innerhofer, D.Merighetti, K.Putzer en P.Thaler       | 5   | 3   | 9   | 6   | 6   | 9   | 6   | 11  | 55     |
| 9      | Tsjechië         | O.Bank, L.Hrstková, K.Krýzl, F.Trejbal en P.Zakouřilová                        | 11  | 7   | 8   | 11  | 8   | 1   | 8   | 3   | 57     |
| 10     | Slovenië         | M.Dragšič, A.Gorza, T.Maze, P.Robnik, B.Vajdič en M.Valenčič                   | 3   | 5   | 10  | 8   | 7   | 3   | 11  | 11  | 58     |
| 11     | Verenigde Staten | J.Cochran, T.Jitloff, T.Ligety, K.Richardson en R.Stiegler                     | 11  | 11  | 11  | 4   | 11  | 7   | 11  | 11  | 77     |